# Charles-Nicolas-Sigisbert Sonnini de Manoncourt
Charles-Nicolas-Sigisbert Sonnini de Manoncourt (Lunéville, 1 de febrer del 1751 – París, 9 de maig del 1812) va ser un naturalista francès. Entre 1799 i 1808 va escriure els 127 volums de la Histoire naturelle. Per a l'herpetologia va ser notable la seva Histoire naturelle des Reptiles, avec figures desinées d'après nature, en quatre volums, escrits junt amb Pierre André Latreille.